# Riwne (rejon pokrowski)
Riwne (ukr. Рівне) – wieś na Ukrainie, w obwodzie donieckim, w rejonie pokrowskim, w hromadzie Myrnohrad. W 2024 liczyła 208 mieszkańców.